# Ливије Андроник
Луције Ливије Андроник (лат. Lucius Livius Andronīcus, рођен око 284. п. н. е., умро 204. п. н. е.) сматра се првим римским књижевником.
Андроник је по пореклу био Грк из града Тарента у јужној Италији, а у Рим је дошао као ратни заробљеник и роб након што је град пао руке Римљана 272. п. н. е. Према једној другој античкој традицији, која је мало вероватна, у Рим је дошао тек 209. п. н. е., након што су Римљани освојили град током другог пунског рата. Претпоставља се да је недуго по доласку у Рим постао учитељ у породици конзула Ливија Салинатора, од кога је узео и име када је био ослобођен.
Ливије Андроник се сматра зачетником римске књижевности. Прво његово дело јесте превод, заправо препев Хомерове Одисеје на латински језик у италском сатурнијском стиху, назван Odyssia. Дело је почињало стихом: Virum mihi, Camēna, insĕce versūtum (»Мужа ми, Камено, казуј окретнога«). Овај је превод остао темељном латинском лектиром у римским школама током више од два наредна века: још је Хорације у 1. веку п. н. е. морао да Ливијеву Одисеју учи напамет. Данас нам је од овог епа сачувано укупно 46 стихова.
Odyssia је Ливија учинила прилично славним, и када су 240. године п. н. е., по завршетку првог пунског рата, у Риму организиване драмске представе током римских игара (ludi Romāni), наручили су едили од Ливија да за њих напише једну трагедију и једну комедију. Ливије је то и урадио, превевши обе драме с грчког, али које су то драме биле није нам познато. Несигурно је и то да ли је у Риму било драма и пре 240. године п. н. е. Римске игре су се одржавале још од половине 4. века п. н. е., а Римљани су се с грчким драмским приказивањима могли и раније упознати у јужноиталским и сицилијским градовима. Тит Ливије каже је да Андроник први увео заплет у римске драмске представе које до тада нису имале заплета већ су се састојале углавном од плесања и певања. Познати су нам наслови десет Андроникових трагедија, од којих су девет имена митских личности: Achilles, Aegisthus, Aiax, Andromeda, Antiopa, Danae, Hermiona, Ino, Tereus, те Equos Troiānos (Тројански коњ). Знамо и два наслова његових комедија: Gladiolus (Мали мач) и Ludius (Комедијаш). Од свих драма сачувани су само сасвим незнатни фрагменти.
Године 207. п. н. е. по државном је налогу Ливије саставио једну култну песму коју су у опходу певале младе девојке у част богиње Јуноне и која је требало да од Рима одбије опасност у том тренутку другог пунског рата. Од песме нам ништа није сачувано, а Тит Ливије тврди да су речи песме »превише непријатне и без грациозности« да би их цитирао, премда су морале бити добре за доба у којем су настале, што видимо по успеху који је песма получила, јер је након опхода сенат дозволио да се у Риму оснује друштво писаца и глумаца (collegium scribārum histrionumque), које се отада окупљало у Минервином храму на брежуљку Авентину.
Цицерон није ценио Ливија Андроника (Liviānae fabŭlae non satis dignae quae itĕrum legantur = »Ливијеве драме нису довољно вредне да би се два пута прочитале«), али овај књижевник има велику историјску вредност јер је из грчке у римску књижевност увео еп, драму и лирику.